# Vison-americano
O vison-americano (também grafado visom-americano e visão-americano), (Neovison vison, sin. Mustela vison) é um membro da família dos Mustelídeos, presente na Sibéria, Canadá e grande parte dos Estados Unidos.
Foi em tempos agrupada com a doninha-fedorenta, porém, graças a evidências genéticas recentes, passaram inseri-la numa família à parte, a dos Mefitídeos. A forma doméstica de vison-americano é criada, em quintas especializadas, devido às suas peles lustrosas, que são, comercialmente, bastante apreciadas. Graças à intervenção de criadores, desenvolveu-se uma vasta gama de cores de pelagens de visons-americanos, que vai desde o preto ao branco. Uma espécie relacionada, Neovison macrodon, foi caçada até à extinção no século XIX.

## Morfologia

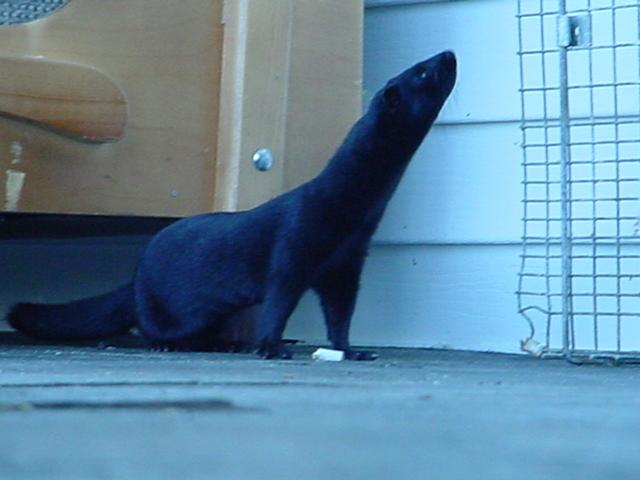
Vison-americano de uma quinta em Cox's Cove, Terra Nova, Canadá.

O longo corpo esguio dos visons, que pode ultrapassar os 60  centímetros de comprimento do focinho à ponta da cauda, está coberto de pêlo grosso e luzidio, que pode alternar do castanho-escuro ao castanho-pardo, por vezes com uma madeixa branca debaixo do queixo. Têm pernas curtas com patas com membranas parciais, fazendo deles excelentes nadadores.

## Habitat
Podem ser encontrados em zonas florestais e campos perto de riachos e lagos. Não escavam tocas, ocupando antes locais abandonados por outros animais.
Os visons são predadores semi-aquáticos capazes de caçar presas tanto aquáticas como terrestres. Podem mergulhar debaixo de água como uma lontra para capturar peixe, lagostins e rãs. Podem também capturar presas terrestres como aves, cobras, ratos, ratos-do-mato e coelhos. São predadores generalistas concentrados nas presas disponíveis e mais fáceis de capturar. Estes animais estão maioritariamente activos durante a noite e não hibernam. Os seus predadores naturais incluem coiotes, mocho-orelhudo e lobos. Também são caçados pela sua pele. A sua população tem vindo a reduzir por perda de habitat, efeitos da poluição na disponibilidade de alimento aquático e pela mistura de genes de vison doméstico no gene pool de vison selvagem.
São normalmente animais solitários. O acasalamento ocorre desde o princípio de Fevereiro até princípios de Abril; machos e fêmeas podem ter mais do que um parceiro. As fêmeas dão à luz 4-5 crias por ninhada uma vez por ano. Embora a mortalidade nos primeiros meses de vida do vison-americano, os animais que sobrevivem o primeiro ano podem viver normalmente até seis anos na Natureza. A sua longevidade máxima descrita é de 10 anos. O vison pode ser encontrado em locais que se adeqúem aos seus requisitos de habitat através de quase toda a América do Norte, da Flórida até ao Árctico. Uma subespécie em perigo de extinção, Mustela vison avergladensis, é endémica das Everglades, na Flórida.

## Criação em cativeiro

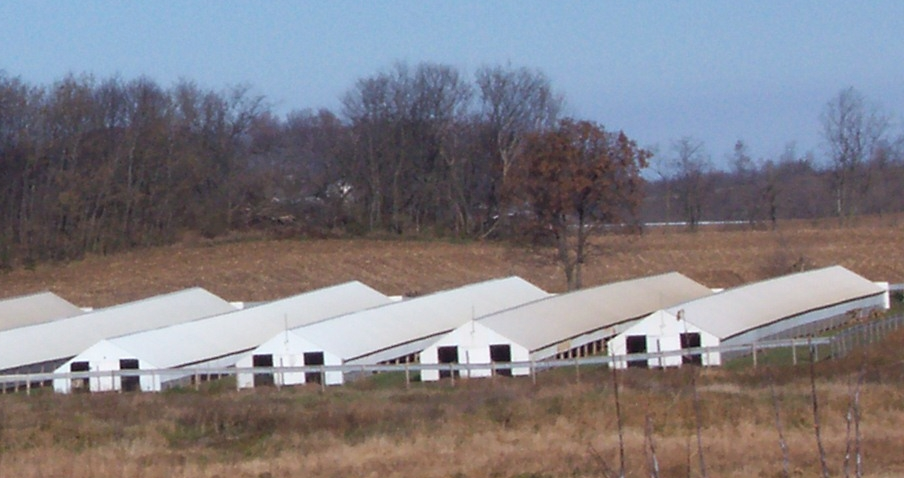
Quinta de visons no Wisconsin.

Há algum debate sobre a criação de peles. Muitos argumentam que a criação de animais para obter a sua pele é cruel e deveria ser eliminada completamente, enquanto outros defendem que é necessário para proteger os portadores de pele selvagens da sobre-exploração. Antes deste tipo de criação ter sido desenvolvido muitos animais, tal como o vison-marinho, foram levados à extinção por caça excessiva para obter a sua pela. Muitos outros animais como a lontra-marinha, a lontra-europeia e o castor viram as suas populações reduzidas drasticamente por sobre-exploração. Se a criação destes animais em cativeiro fosse eliminada, o preço das peles poderia aumentar, o que aumentaria a caça das populações selvagens.
Um estudo de 2006 na Dinamarca conclui que, devido às fugas frequentes a partir de quintas de vison, o encerramento das quintas poderia resultar ou na diminuição das populações ferais ou no estabelecimento de populações verdadeiramente ferais, melhor adaptadas ao ambiente e que poderiam eventualmente ultrapassar em número as populações presente antes do encerramento das quintas. O estudo relatou que mais informação será necessária para prever as consequências.
Um outro estudo dinamarquês afirma que a maioria significativa dos visons "selvagens" tinham escapado de quintas. Dos animais estudados, 47% tinha escapado nos últimos dois meses, 31% escapou nos dois meses anteriores a esses, e 21% "pode ou não ter nascido na natureza."
Activistas dos direitos dos animais têm também libertado milhares de visons domésticos causando consequências ambientais negativas. Visons domésticos, criados em quintas, são diferentes dos visons selvagens. O cérebro dos visons domésticos é 19,6% mais pequeno, o coração é 8,1% mais pequeno e o seu baço é 28,2% mais pequeno que o de vison selvagem. Por causa destas diferenças físicas, visons domésticos podem não estar adaptados para a vida no meio selvagem. Um estudo da Universidade de Copenhaga mostrou que a maioria dos visons domésticos que escapa de quintas morre em menos de dois meses.
Estes dados são contestados por M. Hammershøj e M.C. Forchhammer, que estudaram a taxa de sobrevivência de visons fugitivos na Dinamarca, comparando depois esses dados com estudos semelhantes feitos nos Estados Unidos e Suécia. Os autores concluiram que a taxa de sobrevivência para vison recém-libertados é mais baixa que para vison selvagem, mas se os visons sobreviverem mais de dois meses, então a sua taxa de sobrevivência é semelhante à do vison selvagem. Os autores sugerem que isto se deve à rápida adaptação comportamental dos animais. Um biólogo pertencente ao Washington State Department of Fish and Wildlife comentando sobre uma libertação em quintas de visons concordou, afirmando que "Estas coisas irão sobreviver e reproduzir-se enquanto tiverem algo com que sobreviver."
Os vison domésticos são maiores que os selvagens o que pode causar problemas no ecossistema para onde eles escapam. Visons são animais solitários e terrestres e não toleram a presença de outros visons. Em alturas de sobrepopulação, os visons controlam o seu número quer matando-se uns aos outros através de conflito directo ou provocando a expulsão de visons mais fracos do território até que a fome os tome.  Quando centenas ou milhares de visons domésticos libertados inundam um ecossistema, causa uma enorme perturbação ao vison selvagem. Esta perturbação causa a morte da maioria dos visons libertados e de muitos dos selvagens. Grande parte do vison libertado e selvagem da zona morrem lentamente, quer de fome, ou de ferimentos causados pelo número anormalmente alto de visons a lutar por um território.  Quando um vison doméstico sobrevive tempo suficiente para se reproduzir, pode causar problemas para a população de vison selvagem. Alguns acreditam que a adição de genes de vison domésticos menos adaptados em populações selvagens contribui para o declínio das populações de vison do Canadá.

## Populações ferais

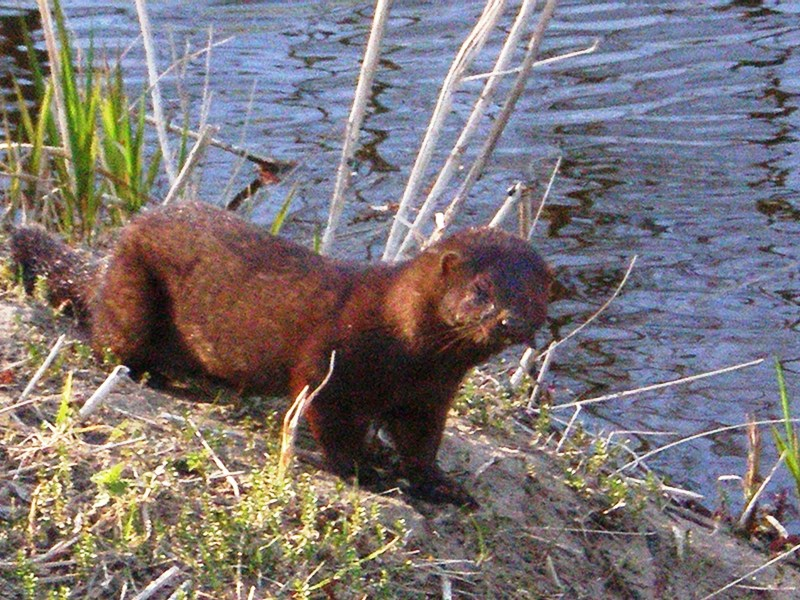
Um vison-americano na Lituânia.

Alguns visons americanos estabeleceram populações no meio selvagem na Terra-nova, Europa e América do Sul devido à fuga ou libertação intencional por activistas dos direitos dos animais em quintas de criação de peles. Em partes da Europa, dezenas de milhar de animais foram introduzidos intencionalmente pela União Soviética ao longo de várias décadas, para fornecer um novo animal para caça por armadilha, resultando num declínio populacional desastroso no Vison-europeu. Também se pensa que a introdução de vison feral na Mongólia pode estar a ter um impacto negativo nos peixes nativos e aves selvagens da região, contudo até 2006, ainda não tinham sido feitos estudos para avaliar o seu impacto.
Os machos americanos maiores cruzam-se com fêmeas de vison-europeu mais cedo na primavera que os machos da mesma espécie; não nascem crias, mas as fêmeas não se reproduzem novamente nessa temporada. Isto pode ter contribuído para o declínio do vison-europeu. O vison-americano também tem sido implicado no declínio do rato-de-água (Arvicola amphibius) no Reino Unido e ligado ao declínio de aves aquáticas por todo o seu território na Europa. É agora considerada espécie invasora em grande parte da Europa e são caçados para gestão da vida selvagem.

### Em Portugal
Em Portugal, o vison-americano foi introduzido na década de 80, sendo provavelmente proveniente de quintas de criação localizadas na região da Galiza, existindo apenas uma quinta de criação em Portugal, na cidade de Valença do Minho.
Na imprensa já foram anunciados avistamentos no rio Selho e rio Este.

## Inteligência
Tal com os seus parentes, as lontras, os visons são brincalhões. São animais muito curiosos e inteligentes. Um estudo comparou a capacidade de aprendizagem de visons com a de furões, doninhas-fedorentas e gatos domésticos. Testaram a capacidade dos animais de se lembrarem de diferentes formas. Os animais com a melhor capacidade para se lembrarem das formas foram, por ordem de melhor para pior: vison, furão, doninha-fedorenta e gatos. Os visons parecem, na realidade, mais inteligentes do que determinados grupos de primatas. Após algum treino, foi observado que um vison consegue aprender após apenas uma experiência. Um fenómeno geralmente só observado em primatas mais inteligentes.

## Como animais de companhia

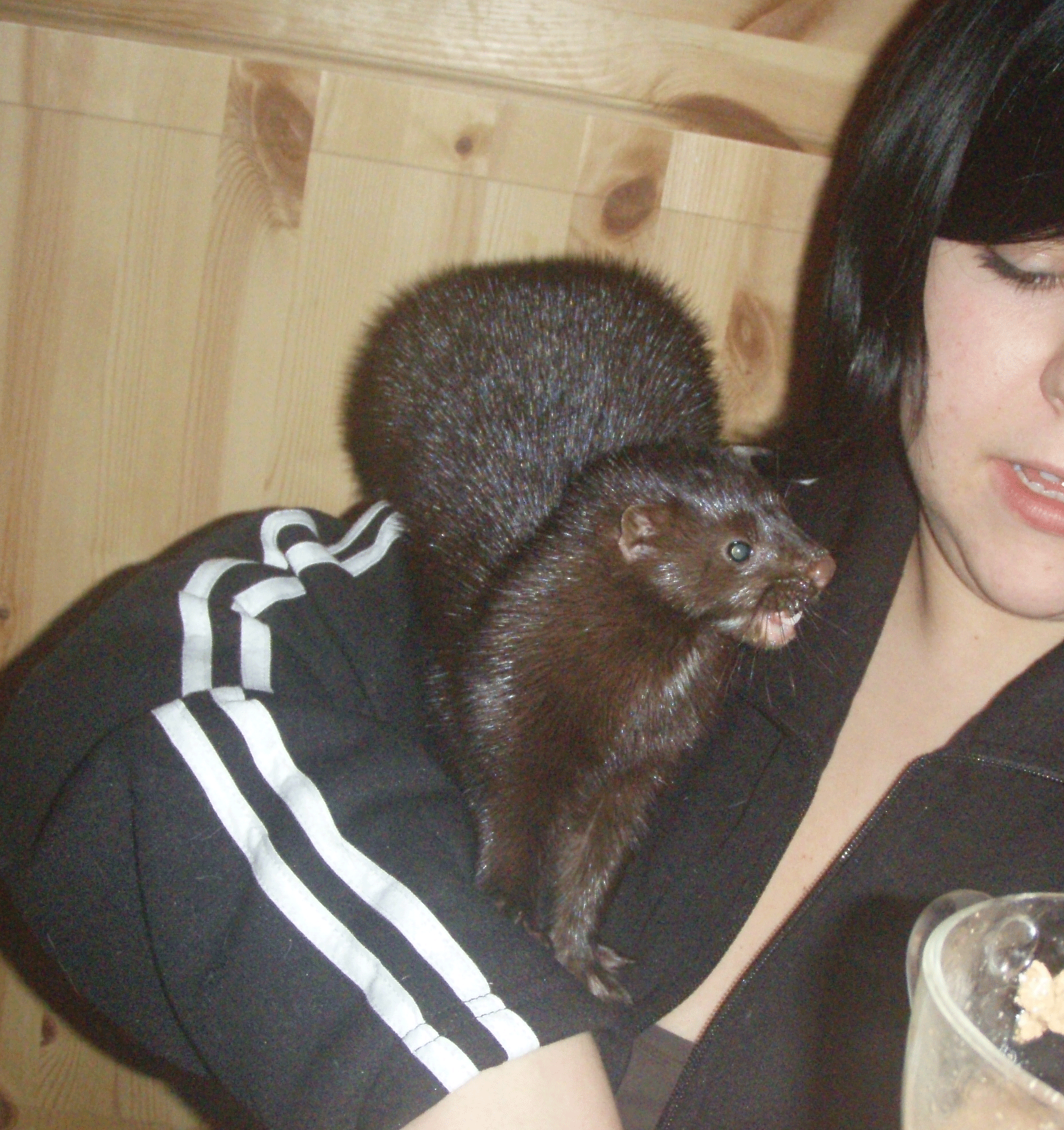

Apesar de serem curiosos, brincalhões e fofos, visons não são bons animais de companhia por terem mandíbulas fortes, dentes aguçados, podem ser muito agressivos e são muito activos.
Apesar de haver criação de vison doméstico em cativeiro durante o último século, não foram criados para serem mansos. Vison doméstico foi selecionado pelo seu tamanho, qualidade e cor da pele. Contudo, a Fur Commission dos Estados Unidos reivindica que "os visons são animais verdadeiramente domesticados" baseado no número de anos que têm sido mantidos em quintas.

## Encefalopatia contagiosa
Encefalopatia contagiosa do vison (Transmissible mink encephalopathy ou TME, em inglês) é uma doença causada por priões, semelhante à Encefalopatia espongiforme bovina no gado bovino ou scrapie em ovelhas. Um surto de TME de 1985 em Stetsonville, no Wisconsin teve uma taxa de mortalidade de 60% para os visons. Testes adicionais revelaram que o agente era transmissível entre vison, gado bovino e ovelhas. O surto de Stetsonville pode ter sido devido aos animais serem alimentados de carcaças de outros animais infectados.